# Leeuwarden
Leeuwarden ([ˈleːʋɑrdə(n)]IPA; západofrísky Ljouwert) je hlavním městem severní nizozemské provincie Frísko. V Leeuwardenu začíná i končí Elfstedentocht (Závod jedenácti měst). V roce 2018 se stalo Evropským hlavním městem kultury (společně s Vallettou). Ve městě je uložen archiv druhé nejstarší nizozemské univerzity, kde se ve své době vzdělávali čeští bratři a exulanti z řad protestantské pobělohorské šlechty.

## Historie

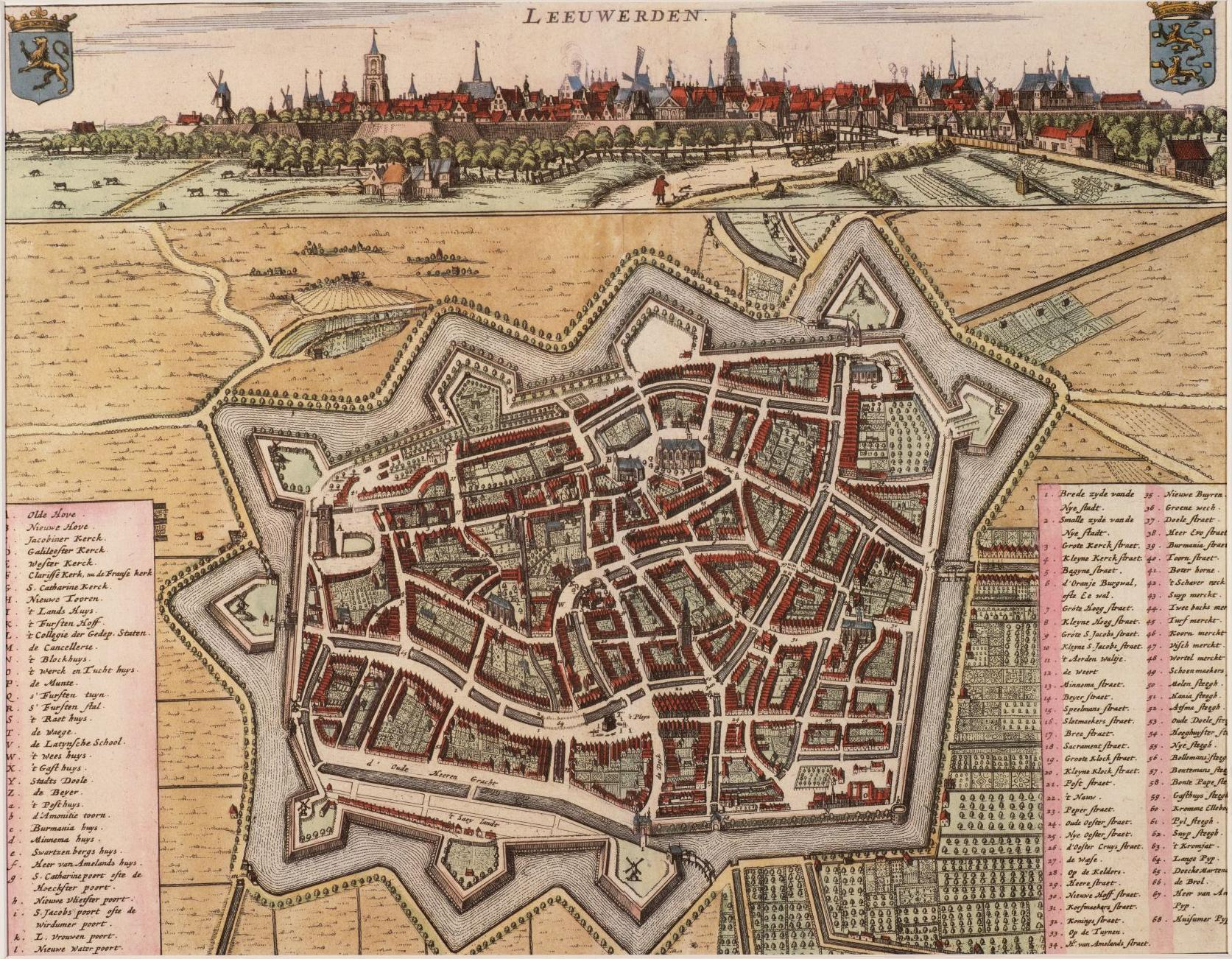
Leeuwarden na historické mapě z roku 1664

Oblast je trvale osídlena od 10. století, jméno Leeuwarden se objevuje na počátku 9. století.
Nejstarší pozůstatky staveb odkryté nedaleko Oldehove pocházejí ze 2. století z římského období. Do 10. století je datováno trvalé osídlení, první písemná zmínka je z roku 1285 v německých zdrojích. Městská práva získal Leeuwarden v roce 1435. V letech 1481–1494 byl k ochraně města vybudován souvislý systém bastionů příkopů. Vilém IV. Oranžský, poslední místodržící, který obýval Stadhouderlijk Hof, přesídlil v roce 1747 do Haagu. V první polovině 19. století byla opevnění zbořena.
Nejstarší stavbou města je protestantský kostel Grote of Jacobijnerkerk.
Vedle amsterodamské patří židovská obec v Leeuwardenu k nejstarším v Holandsku, poprvé je zmiňována v roce 1645. Městská rada povolila roce 1670 muži zmiňovanému jako Jacob Žid vybudovat židovský hřbitov. To značí, že již tehdy zde žila natolik početná židovská komunita, protože potřebovala hřbitov a další obecní zařízení. Půda pro Jodenkerkhof byla zakoupena v roce 1679 nedaleko věže Oldehoof. První synagoga byla postavena v 17. století a byla využívána i katolíky, neboť jim protestantská městská rada nedovolila postavit svatostánek.

## Významní občané
- Eva a Abraham Beemovi (1932/1934–1944), oběti holokaustu
- Lawrence Alma-Tadema (1836–1912), malíř
- Cisca Dresselhuys (* 1943), novinář
- M. C. Escher (1898–1972), výtvarník
- Richard Hageman (1881–1966), pianista, hudební skladatel
- Wijerd Jelckama (asi 1490–1523), vojenský velitel
- Willem van Haren (1710–1768), básník
- Mata Hari (1876–1917), orientální tanečnice, snad i dvojitá agentka
- Havank (1904–1964), spisovatel, novinář a překladatel
- Wilhelmina van Idsinga (1788–1819), malířka
- Johannes Henricus Gerardus Jansen (1868–1936), arcibiskup
- Hendrik Niehoff (1495–asi 1561), stavitel varhan
- Vilém IV. Oranžský (1711-1751), stadtholder
- Piet Paaltjens (1835–1894), ministr a spisovatel
- Joachim van Plettenberg (1739–1793), koloniální guvernér
- Tjitske Reidinga (* 1972), herečka
- Jan Jacob Slauerhoff (1898–1936), básník a spisovatel
- Abraham Lambertsz van den Tempel (1622-1672), malíř
- Pieter Jelles Troelstra (1860–1930), politik
- Cornelis Adriaan Lobry van Troostenburg de Bruyn (1857–1904), chemik
- Saskia van Uylenburgh (1612–1642), manželka Rembrandta van Rijna
- Campegius Vitringa (1659-1722), teolog
- Hans Vredeman de Vries (1527–okolo 1607), malíř, inženýr a architekt
- Harm Wiersma (* 1953), hráč dámy a politik

## Galerie

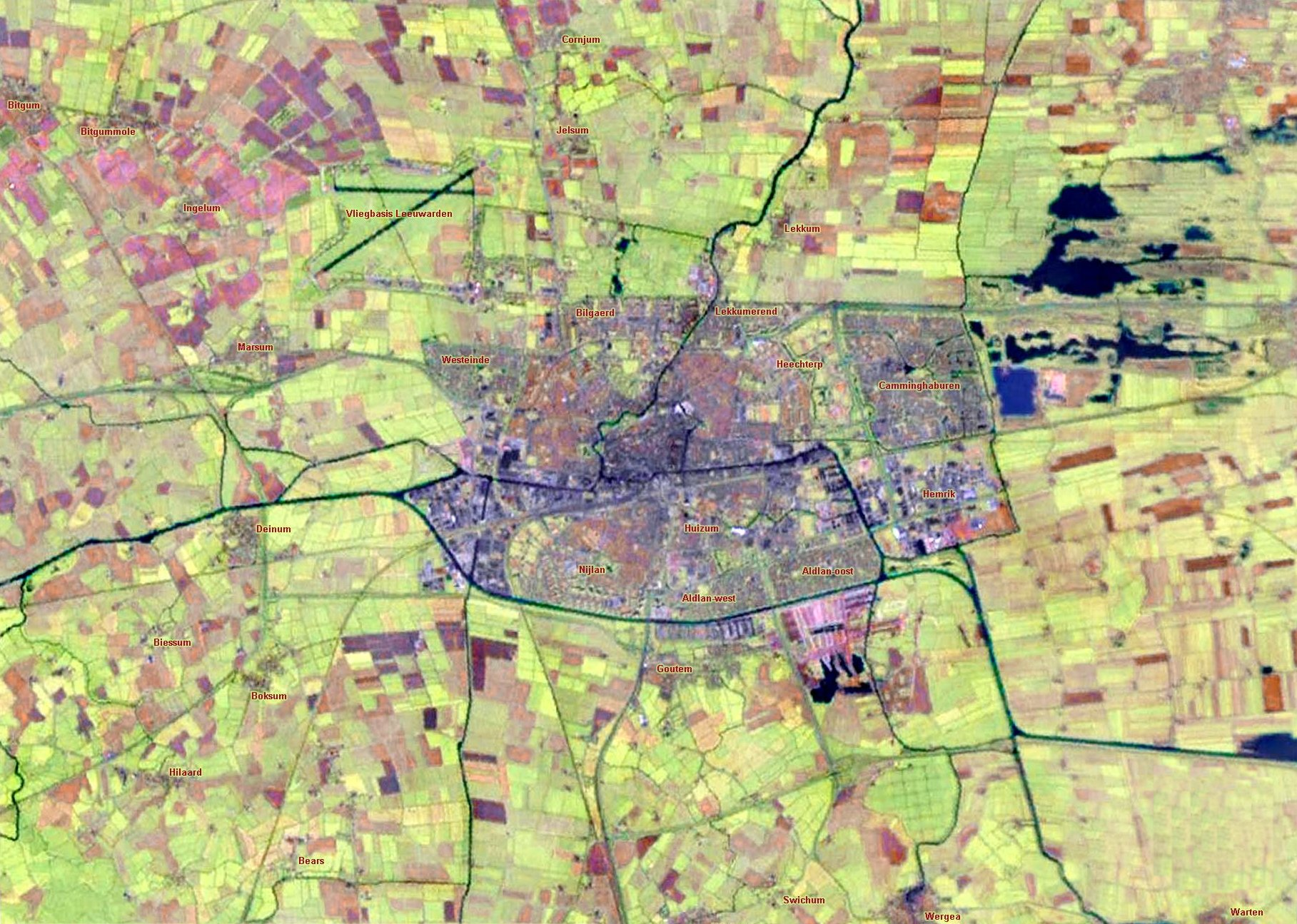
Leeuwarden
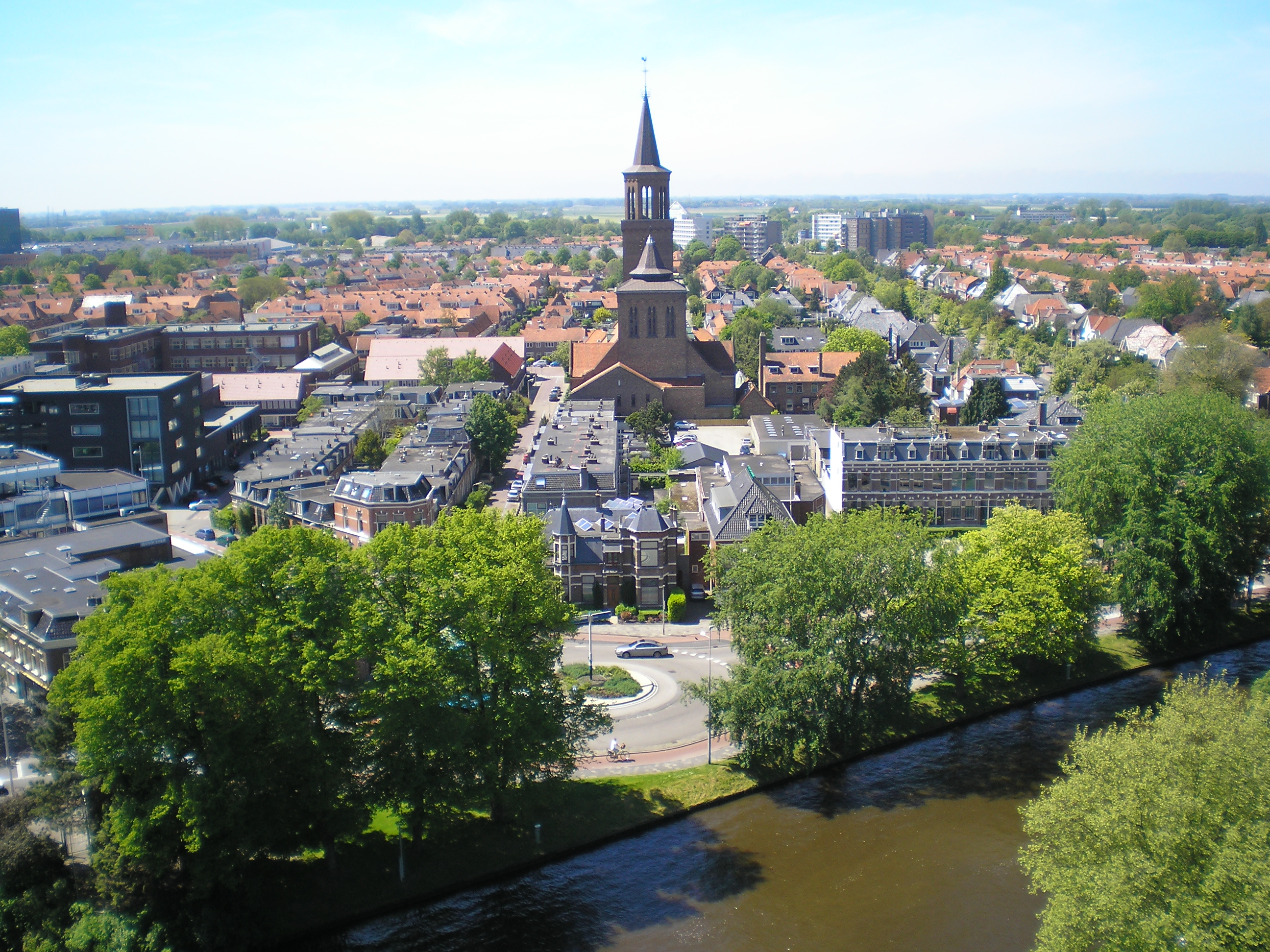
Leeuwarden
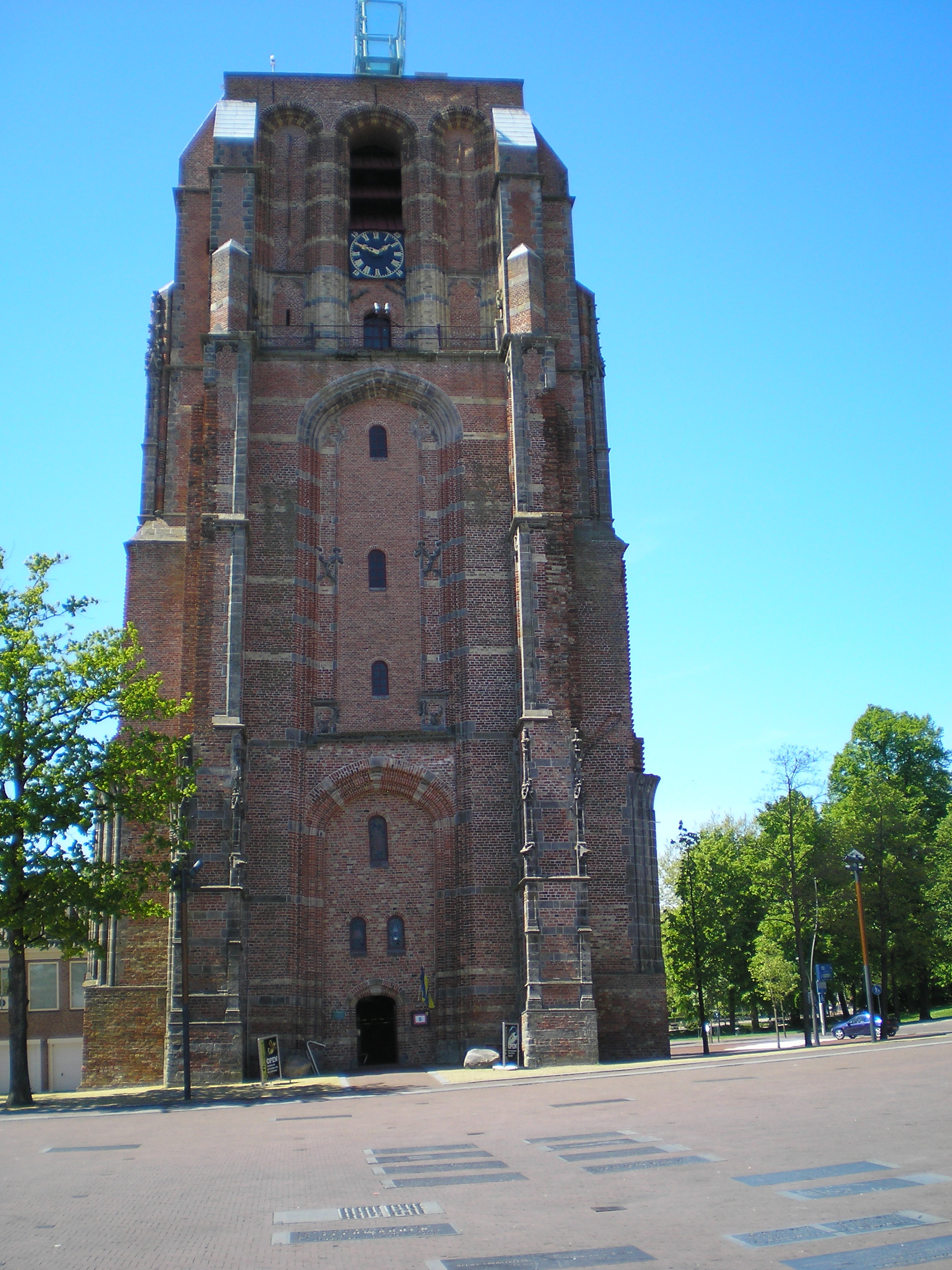
Oldehove
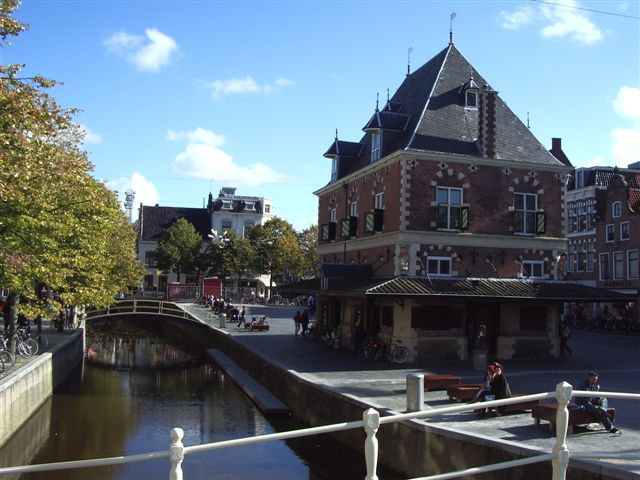
Leeuwarden